# Opatijski festival
Opatijski festival, punog imena Dani jugoslavenske zabavne muzike, bio je godišnji glazbeni festival zabavne glazbe u Opatiji. Osnovan je kao festival jugoslavenske radio difuzije 1958. godine. Bio je među prvima i jedan od najvažnijih glazbenih festivala u SFR Jugoslaviji tijekom tridesetak godina svoga postojanja. 

## Povijest festivala
Prva se festivalska priredba u Opatiji održala 1958., i to u Kristalnoj dvorani hotela Kvarner (kao Sanremski u hotelu Ariston). Opatijski festival bio je i smišljen po uzoru na tada vrlo popularni Festival talijanske kancone Sanremo, i bio je značajna glazbena manifestacija na kojoj se u veljači natjecala krema domaće zabavne glazbe, za najbolje skladbe po glasovima publike i stručnog žirija.
Na festivalu su u tih tridesetak godina nastupali najpopularniji interpreti zabavne glazbe, kao što su: Ivo Robić, Drago Diklić, Zdenka Vučković, Vice Vukov, Beti Jurković, Marko Novosel, Blaga Videc, Nina Spirova, Zoran Georgiev, Zafir Hadžimanov, Đorđe Marjanović, Lola Novaković, Dušan Jakšić, Anica Zubović, Marjana Deržaj, Gabi Novak, Ana Štefok, Tereza Kesovija, Maja Odžaklievska, Bisera Veletanlić, Milica Milisavljević Dugalić, Dragan Stojnić, Kemal Monteno, Lado Leskovar, Elda Viler, Majda Sepe, Zdravko Čolić, Korni grupa, Indexi, Leb i sol, Den za den, Novi fosili, Pepel in kri i drugi. 
Od 1973. do 1976. u okviru Opatijskog festivala birao se i predstavnik za nastup na Eurosongu. Zbog loših plasmana, JRT je odustala od slanja predstavnika u razdoblju od 1977. do 1980. (nešto slično napravili su i Talijani). Opatija je ipak preživjela kao festival, sa sve slabijim interesom publike ali i interpreta, tako da se je Festival ugasio sredinom osamdesetih. Po osamostaljenju hrvatske države na istoj sceni Kristalne dvorane hotela Kvarner održavala se Dora (izbor hrvatskog predstavnika za Eurosong).
Festival trajao je do 1986. godine. Održan je i 1993. u Republici Hrvatskoj. Od 1958. do 1968. pjesme su se izvodile u dvije verzije (alternacije) i u dva aranžmana. Slijedi po godinama popis izvođača, pjesama, autora glazbe i teksta.
- Festivalska noć, Opatija '65
- Berta Ambrož, Elda Viler in Majda Sepe na Opatiji '65
- Glazbeni singl sa skladbama koje su na festivalu Opatija '68. izvele Lidija Kodrič i Elda Viler

## Pobjednici Opatijskog festivala
| Godina | Pjevač(ica)                                                 | Pjesma                         | Skadatelj             | Tekstopisac                  | Dodatna informacija                                                                                         |
| ------ | ----------------------------------------------------------- | ------------------------------ | --------------------- | ---------------------------- | --- |
| 1958.  | Zdenka Vučković i Ivo Robić / Marjana Deržaj i Dušan Jakšić | Mala djevojčica                | Vandekar              | Ruben                        | I nagrada slušalaca Radio Zagreba, I nagrada slušalaca Radio Ljubljane, II nagrada slušalaca Radio Beograda |
| 1958.  | Dušan Jakšić / Anica Zubović                                | More, more                     | Miroslav Biro         | Norbert Neugebauer           | I nagrada slušalaca Radio Beograda, II nagrada slušalaca Radio Zagreba                                      |
| 1958.  | Toni Kljaković / ***                                        | Sretna luka                    | Milutin Vandekar      | Alka Ruben                   | I nagrada publike u dvorani                                                                                 |
| 1958.  | Beti Jurković i Marjana Deržaj                              | Vozi me vlak                   | Jože Privšek          | Aleksandar Skale             | I. nagrada slušalaca jugoslavenskih RTV-stanica, II. nagrada stručnog žirija                                |
| 1958.  | Zdenka Vučković i Lola Novaković                            | Kućica u cveću                 | Žarko Roje            | Žarko Roje                   | II. nagrada slušalaca u dvorani, II. nagrada žirija jugoslavenskih RTV - stanica                            |
| 1958.  | Anica Zubović                                               | Okrećem listove kalendara      | Dragiša Dukić         | Drago Britvić                | I. nagrada žirija jugoslavenskih RTV-stanica, II. nagrada strunog žirija                                    |
| 1959.  | Vice Vukov / Dušan Jakšić                                   | Mirno teku rijeke              | Miroslav Biro         | Drago Britvić                | I nagrada slušalaca Radio Beograda, II nagrada slušalaca Radio Zagreba i nagrada za najbolji tekst          |
| 1959.  | Dušan Jakšić i Tihomir Petrović                             | Priča sata                     | Mihailo Živanović     | Nikola Drenovac              | II. nagrada                                                                                                 |
| 1959.  | Anica Zubović i Vice Vukov                                  | Stih u pijesku                 | Mario Nardelli        | Mario Nardelli               | II. nagrada                                                                                                 |
| 1959.  | Marjana Deržaj i Beti Jurković                              | Prišla je pomlad               | Vladimir Stiasny      | Lev Svetek                   | III. nagrada                                                                                                |
| 1959.  | Gabi Novak i Tihomir Petrović                               | Već davno                      | Mirko Šouc            | Sava Šandorov                | III. nagrada                                                                                                |
| 1960.  | Đorđe Marjanović / ***                                      | Pesma raznosača mleka          | Dušan Vidak           | Olivera Živković             | I nagrada slušalaca jugoslovenskih radio i TV stanica                                                       |
| 1960.  | Đorđe Marjanović / Marko Novosel                            | Prodavač novina                | Mario Bogliuni        | Igor Krimov                  | II nagrada žirija muzičke kritike, III nagrada slušalaca JRT                                                |
| 1961.  | Dušan Jakšić / Marko Novosel                                | Julijana                       | Dušan Jakšić          | Olivera Živković             | I nagrada slušalaca JRT, I nagrada žirija muzičke kritike, II nagrada publike u dvorani                     |
| 1961.  | Lola Novaković / Vice Vukov                                 | Jednom u gradu ko zna kom      | Angelo Vlatković      | Slobodan Marković            | I nagrada publike, II nagrada žirija, II nagrada slušalica JRT                                              |
| 1961.  | Anica Zubović / Dušan Jakšić                                | Tišina bez suza                | Dušan Vidak           | Vera Jakovljević             | III nagrada slušalaca jugoslovenskih radio i TV stanica                                                     |
| 1962.  | Nina Spirova / Zoran Georgiev                               | Eden baknež                    | Petar Pešev           | Hristo Krstevski             | I nagrada publike u dvorani i slušalaca 8 RTV                                                               |
| 1963.  | Dušan Jakšić / Vice Vukov                                   | Otišla si s lastama            | Dušan Jakšić          | Đorđe Marjanović             | I. nagrada stručnog žirija, II. nagrada publike                                                             |
| 1963.  | Drago Diklić / Senka Veletanlić                             | Oprosti, volim te              | Drago Diklić          | Ivica Krajač                 | III: nagrada stručnog žirija                                                                                |
| 1963.  | Anica Zubović i Dušan Jakšić                                | Kad jednom odeš                | Aleksandar Nećak      | Milan Kotlić                 | I. nagrada publike                                                                                          |
| 1963.  | Tereza Kesovija i Sabahudin Kurt                            | Poruka mora                    | Mario Nardelli        | Mario Nardelli               | II. nagrada stručnog žirija, III. nagrada publike                                                           |
| 1964.  | Lado Leskovar / Đorđe Marjanović                            | "Potraži me u predgrađu"       | Zdenko Runjić         | Drago Britvić                | |
| 1965.  | Zafir Hadžimanov / Dragan Stojnić                           | Zašto dolazis samo s kišom     | Alfons Vučer          | Vesna Lukatela               | |
| 1966.  | Gabi Novak                                                  | Adrese moje mladosti           | Stipica Kalogjera     | Arsen Dedić                  | |
| 1966.  | Arsen Dedić / Dragan Stojnić                                | Ni ti ni ja                    | Arsen Dedić           | Arsen Dedić / Zvonimir Golob | I nagrada stručnog žirija                                                                                   |
| 1967.  | Elda Viler                                                  | Na deževen dan                 | Jure Robežnik         | E. Budau                     | |
| 1968.  | Tereza Kesovija / Kvartet 4M                                | "Tvoj glas"                    |                       |                              | |
| 1969.  |                                                             |                                |                       |                              | |
| 1970.  | Ana Štefok                                                  | Želim malo nježnosti i ljubavi | Alfi Kabiljo          | Alfi Kabiljo                 | |
| 1971.  | festival nije održan                                        |                                |                       |                              | |
| 1972.  | festival nije održan                                        |                                |                       |                              | |
| 1973.  | Zdravko Čolić                                               | "Gori Vatra"                   | Kemal Monteno         | Kemal Monteno                | |
| 1974.  | Korni grupa                                                 | Generacija 42                  | Kornelije Kovač       | Kornelije Kovač              | |
| 1975.  | Pepel in kri                                                | Dan ljubezni                   | Tadej Hrušovar        | Dušan Velkaverh              | |
| 1976.  | grupa Ambasadori                                            | Ne mogu skriti svoju bol       | Slobodan Vujević      | Slobodan Vujević             | |
| 1977.  | festival nije održan                                        |                                |                       |                              | |
| 1978.  | Oliver Dragojević                                           | Zbogom ostaj ljubavi           | Zdenko Runjić         | Momčilo Popadić, M. Labić    | |
| 1979.  | Novi fosili                                                 | Sklopi oči                     | Rajko Dujmić          | Dea Volarić                  | |
| 1980.  | Novi fosili                                                 | Najdraže moje                  | Rajko Dujmić          | Dea Volarić                  | |
| 1981.  |                                                             |                                |                       |                              | |
| 1982.  |                                                             |                                |                       |                              | |
| 1983.  |                                                             |                                |                       |                              | |
| 1984.  | Oliver Dragojević                                           | Kamen ispod glave              | Zdenko Runjić         | Jakša Fiamengo               | I nagrada žirija jugoslavenskih radio-stanica - „Zlatna kamelija“                                           |
| 1985.  | Seid Memić Vajta                                            | "Labudovi moji"                | N. Vučina             | I. Vinković                  | |
| 1986.  | Zorica Kondža                                               | Bar da znam                    | Aleksandar Sanja Ilić | Mladen Popović               | |

## 1958.
1. Ivo Robić i Zdenka Vučković - Dušan Jakšić i Marjana Deržaj - Mala djevojčica (Milutin Vandekar - Blanka Chudoba)
2. Anica Zubović - Dušan Jakšić - More, more (Miroslav Biro - Norbert Neugebauer)
3. Anica Zubović -              -  Plavi lan (Rudolf Machalup - Blanka Chudoba)
4. Zdenka Vučković - Lola Novaković - Kućica u cveću (Žarko Roje)
5. Toni Kljaković -               - Sretna luka (Milutin Vandekar - Alka Ruben)
6. Duo s Kvarnera -               - Ko biser sjajni (Ljubo Kuntarić - Blanka Chudoba)
7. Anica Zubović -                - Okrećem listove kalendara (Dragiša Dukić - Drago Britvić)
8. Beti Jurković - Marjana Deržaj - Vozi me vlak (Jože Privšek - Aleksandar Skale) 
9. Ivo Robić -                  - Bijela ruža ( Zvonimir Šebetić)
10. Ivo Robić -                  - Ples, pjesma, smijeh (Mario Nardelli)
11. Ivo Robić - Anica Zubović - Molba vjetru (Petar Krelja - Blanka Chudoba)
12. Ivo Robić - Toni Kljaković - Sa suncem u oku (Ivica Stamać - Ruža Vešligaj)
13. Beti Jurković -                - U sjeni palme (Ljubo Kuntarić - Blanka Chudoba)
14. Beti Jurković -                - Ksenija (M. Vandekar -           )
15.                                - Kalipso 
16.                                - Naši susreti 
17.                                - O mojoj ljubavi
18.                                - Pjesma voljenoj zemlji (pjesma nije izvedena, diskvalificirana je )

## 1959.
1. Vice Vukov - Dušan Jakšić - Mirno teku rijeke (Miroslav Biro - Drago Britvić )
2. Gabi Novak - Tihomir Petrović - Već davno (Mirko Šouc - Sava Šandorov)
3. Dušan Jakšić - Tihomir Petrović - Priča sata (Mihailo Živanović - Nikola Drenovac )
4. Dušan Jakšić - Nada Knežević - Serenada Opatiji (Branko Mihaljević )
5. Radoslav Graić - Ivo Robić - Podijeli sa mnom sunca sjaj (Branko Mihaljević )
6. Beti Jurković i Ivo Robić - Beti Jurković i Marko Novosel - Autobus Calypso (Ljubo Kuntarić - Blanka Chudoba)                               
7. Jelka Cvetežar - Marjana Deržaj - Cesta bela (Jože Privšek - Aleksandar Skale)
8. Anica Zubović - Vice Vukov - Stih u pijesku (Mario Nardelli )
9. Gabi Novak -                 - Prava ljubav (Časlav Stojanović )
10. Nada Knežević i Marko Novosel - Ivo Robić - Sandolina (Dragiša Dukić - Blanka Chudoba)
11. Ivo Mavrinac -                   - Na plesu (Mario Bogliuni - Igor Krimov)
12. Tihomir Petrović - Jelka Cvetežar - Strepnja (Mihailo Živanović - Đorđe Marjanović)
13. Beti Jurković - Marjana Deržaj - Prišla je pomlad (Vladimir Stiasny - Lev Svetek)
14. Ivo Robić -                     - Mala avantura (Rudolf Machalup - Blanka Chudoba)
15. Marko Novosel -                  - Kad se vratiš (Rudolf Machalup - Blanka Chudoba)
16. Beti Jurković - Marijana Deržaj - Spomin (Vladimir Stiasny - Lev Svetek)
17. Gabi Novak - Marko Novosel - Tako ... dok odlaziš (Stjepan Mihaljinec - Drago Britvić)
18. Nada Knežević i Radoslav Graić - Gabi Novak i Ivo Mavrinac - Intermezzo (Dragomir Ristić - Olivera Živković)

## 1960.
1. Đorđe Marjanović - Marko Novosel - Pesma raznosača mleka (Dušan Vidak-Olivera Živković)            
2. Ivo Robić - Krsta Petrović - Magistrala (Milutin Vandekar - Alka Ruben)            
3. Anica Zubović - Blaga Videc - Predosećanje (Angelo Vlatković - Desanka Maksimović)            
4. Marjana Deržaj - Jelka Cvetežar - Domov bi šel (Janez Klemenčič - Lev Svetek)             
5. Dušan Jakšić - Gabi Novak - Proplanak (Mirko Šouc - Mira Savić)            
6. Jasna Benedek - Ivo Robić - Dobri vjetar (Milutin Vandekar - Alka Ruben)            
7. Ivo Robić - Vice Vukov - Kad sretneš me nekad (Angelo Vlatković -Miroslav Antić)            
8. Marjana Deržaj - Senka Veletanlić - Poljub v snegu (Vladimir Stiasny - Lev Svetek)            
9. Marko Novosel - Predrag Gojković - U nedilju, Ane (Ljubo Kuntarić - Blanka Chudoba)            
10. Gabi Novak - Nada Knežević - Plešite sjene (Ivica Stamać )            
11. Blaga Videc - Dušan Jakšić - Prispivna za Skopje ( Petar Pešev - Đoko Georgievski)            
12. Predrag Gojković - Jasna Benedek - Dugo, lijepa dugo (Alfons Vučer)            
13. Beti Jurković - Marjana Deržaj - Tivoli (Jože Privšek - Aleksandar Skale)            
14. Krsta Petrović - Nada Knežević - Pesma povratka (Aleksandar Džambazov - Sava Šandorov)            
15. Gabi Novak - Anica Zubović - Izgubljen trag (Marija Radić - Ruža Vešligaj)            
16. Marko Novosel - Đorđe Marjanović - Prodavač novina (Mario Bogliuni - Igor Krimov)            
17. Beti Jurković - Jelka Cvetežar - Jutro na planini (Vinko Horvat - Lev Svetek)            
18. Senka Veletanlić - Dušan Jakšić - Noć pod zvijezdama (Dragiša Dukić - Blanka Chudoba)            
19. Beti Jurković - Marjana Deržaj - Veselo na pot (Matija Cerar - Lev Svetek)            
20. Vice Vukov - Anica Zubović - Želja (Mario Nardelli)

## 1961.
1. Dušan Jakšić - Marko Novosel - Julijana (Dušan Jakšić - Olivera Živković)
2. Lola Novaković - Vice Vukov - Jednom u gradu ko zna kom (Angelo Vlatković-Slobodan Marković)
3. Nada Knežević - Radoslav Graić - Posle mnogih zima (Mirko Šouc - Aleksandar Korać)
4. Vice Vukov - Dušan Jakšić - Međuigra (Aleksandar Nećak - Vera Jakovljević)
5. Beti Jurković - Marjana Deržaj - Želje (Franjo Hrg)
6. Gabi Novak - Marijana Deržaj - Smeđe oči (Dragiša Dukić - Igor Krimov)
7. Radoslav Graić - Blaga Videc - Pred branovi (Aleksandar Džambazov - Đoko Georgijev)
8. Duo Hani - Marko Novosel - Djevojčice (Milivoj Koerbler - Drago Britvić)
9. Tereza Kesovija - Anica Zubović - Iluzije (Ivo Kuštan - Blanka Chudoba)
10. Senka Veletanlić - Tereza Kesovija - Plavi nokturno (Mario Nardelli)
11. Beti Jurković - Senka Veletanlić - Slutnja (Milutin Vandekar - Alka Ruben)
12. Nada Knežević - Ivo Robić - Ti kojoj stihove pjevam (Milivoj Koerbler - Vesna Rajić)
13. Vice Vukov - Anica Zubović - Put ljubavi (Heda Piliš - Božidar Stančić)
14. Anica Zubović - Dušan Jakšić - Tišina bez suza (Dušan Vidak - Vera Jakovljević)
15. Krsta Petrović - Ivo Robić - Ona je najlepša bila (Mirko Šouc - Ljubomir Simović)
16. Marko Novosel - Lola Novaković - Volio bi da me voliš (Ljubo Kuntarić - Jure Kaštelan)
17. Marjana Deržaj - Duo Hani - Ti i jas (Aleksandar Džambazov - Đoko Georgijev)
18. Ivo Robić - Krsta Petrović - Negdje daleko (Milutin Vandekar - Alka Ruben)
19.  Gabi Novak - Tereza Kesovija - Oči (Alfons Vučer - Drago Britvić)

## 1962.
1. Zoran Georgiev - Nina Spirova - Eden baknež ( Petar Pešev - Hrste Krstevski )
2. Miodrag Jevremović - Beti Jurković - Suze u vetru ( Miodrag Jevremović )
3. Lola Novaković - Dušan Jakšić - Jedno davno leto ( Andor Sabo - Mira Savić )
4. Ivo Robić - Nada Knežević - Ne zatvaraj prozore ( Roman Butina - Blanka Chudoba )
5. Tereza Kesovija - Vice Vukov - Susret ( Pero Gotovac - Jovan Dučić )
6. Dušan Jakšić - Ivo Robić - Na Kalemegdanu ( Alfons Vučer - Vladislav Petković-Dis)
7. Beti Jurković - Đorđe Marjanović - Kao ti ( Aleksandar Nećak - Vera Torbica )
8. Boško Orobović - Anica Zubović - Zaboravljeni madrigal ( Mario Nardelli )
9. Nina Spirova - Zoran Georgiev - Roden kraj ( Petar Pešev - Đoko Georgiev )
10. Marko Novosel - Marijana Deržaj - Vetar i poljupci(Aleksandar Džambazov - Aco Korać)
11. Gabi Novak - Kvartet Predraga Ivanovića - Volim kišu ( Milutin Vandekar - Alka Ruben )
12. Đorđe Marjanović - Višnja Korbar - Gledam te ( Aleksandar Nećak - Vera Torbica )
13. Nada Knežević - Gabi Novak - 
Mili ( Vilibald Čaklec - Drago Britvić )
14. Anica Zubović - Lola Novaković - Znam da pripadaš drugoj ( Marija Radić - Toma Adnim )
15. Kvartet 4M - Miodrag Jevremović - Ljubav i motor ( Aleksandar Džambazov - Nikola Drenovac ) 
16. Vice Vukov - Boško Orobović - Tvoja slika ( Angelo Vlatković - Drago Britvić )
17. Višnja Korbar - Tereza Kesovija - Jednom kad odem ( Aleksandar Petrović - T. Buzgo )
18. Marjana Deržaj - Marko Novosel - Kiša ( Aleksandar Džambazov - Aleksandar Korać)

## 1963.
1. Dušan Jakšić - Vice Vukov - Otišla si s lastama (Dušan Jakšić - Đorđe Marjanović )
2. Duo DD - Arsen Dedić i Zdenka Vučković - Makovi - ( Petar Pešev - Norbert Neugebauer)
3. Anica Zubović - Dušan Jakšić - Kad jednom odeš ( Aleksandar Nećak - Vera Torbica )
4. Živan Milić - Đorđe Marjanović - Ja sam kriv ( Mirko Šouc - Aleksandar Korać ) 
5. Senka Veletanlić - Nada Knežević - Ko zna ( Aleksandar Korać  )
6. Zdenka Vučković - Duo DD - A šta sad ( Borislav Srebrić - Eva Kraus -  Srebrić)
7. Zoran Georgiev - Ansambl Dalmacija - Aida ( Dimitar Masevski - Đoko Georgiev )
8. Tereza Kesovija - Sabahudin Kurt - Poruka mora ( Mario Nardelli )
9. Boško Orobović - Radmila Karaklajić - Lepa Kosovka ( Dobrivoje Baskić )
10. Nina Spirova - Arsen Dedić - Daleko od ljubavi ( Aleksandar Nećak - Ildi Ivanji )
11. Ansambl Dalmacija - Marko Novosel - Adio, Ane ( Mario Nardelli )
12. Gabi Novak - Tereza Kesovija - Možda ( Heda Piliš - Vera Rajić )
13. Radmila Karaklajić i Đorđe Marjanović - Duo DD - Nemoj sada da me ostavljaš ( Aleksandar Nećak - Vera Torbica )
14. Drago Diklić - Senka Veletanlić - Oprosti, volim te ( Drago Diklić - Ivica Krajač )
15. Marjana Deržaj - Zoran Georgiev - Na kladenče ( Aleksandar Džambazov - Đoko Georgiev) 
16. Zvonko Špišić - Gabi Novak - Upali cigaretu ( Emil Trojak - Drago Britvić )
17. Nina Spirova - Zoran Georgiev - Pregoj od nadež ( Petar Pešev - Hrsto Krstevski )
18. Vice Vukov - Anica Zubović - Nostalgija ( Mario Nardelli )
19. Nada Knežević - Senka Veletanlić - Tražiš ( Mirko Šouc - Aleksandar Korać )
20. Arsen Dedić - Ansambl Dalmacija - Poljevači ulica ( Milivoj Koerbler - Drago Britvić )

## 1964.
1. Lado Leskovar - Đorđe Marjanović - Potraži me u predgrađu ( Zdenko Runjić - Drago Britvić)
2. Nina Spirova - Beti Jurković - Detstvo ( Aleksandar Džambazov - Đoko Georgiev )
3. Ivo Robić - Vice Vukov - Nježna pjesma ( Alfons Vučer - B. Kupusinac )
4. Zdenka Vučković - Đorđe Marjanović - Još samo pet minuta ( Alfi Kabiljo - Ivica Krajač )
5. Vice Vukov - Tereza Kesovija - Nokturno ( Ljubomir Branđolica )
6. Nina Spirova i Živan Milić - Zdenka Vučković i Marko Novosel -  Pesna na vljubenite ( Petar Pešev - Đoko Georgiev )
7. Dušan Jakšić - Marko Novosel - Mala ( Mirko Šouc - Aleksandar Korać )
8. Senka Veletanlić - Sabahudin Kurt - Malo mesto za nas ( Mirko Šouc - Aleksandar Korać )
9. Tereza Kesovija - Gabi Novak - Stani (Alfons Vučer - Drago Britvić )
10. Lado Leskovar - Stjepan Džimi Stanić - Anela ( Milutin Vandekar - Alka Ruben )
11. Drago Diklić - Gabi Novak - Nitko na svijetu neće te voljeti kao ja ( Drago Diklić)
12. Kvartet Predraga Ivanovića - Senka Veletanlić - Nek prođe sve (Alfi Kabiljo-Ivica Krajač)
13. Živan Milić - Anica Zubović - Znaci naše ljubavi ( Mirko Šouc - Aleksandar Korać)
14. Ivo Robić - Ana Štefok - Ne tuguj, djevojko ( Alfons Vučer - Vesna Lukatela )
15. Stjepan Džimi Stanić - Elvira Voća - Ljubav treba čekati ( Žarko Roje )
16. Elvira Voća - Marko Novosel - Smiješni lav ( Branko Mihaljević - Slobodan Šelebaj )
17. Krsta Petrović - Anica Zubović - Kada ćeš reći da me voliš ( Mihajlo Živanović - Nikola Drenovac )
18. Beti Jurković - Kvartet Predraga Ivanovića - Ostani ( Nenad Grčević - Arsen Dedić )
19. Zdenka Vučković i Ivo Robić - Ana Štefok - More ( Zvonko Špišić )
20. Sabahudin Kurt - Dušan Jakšić - Tvoja pjesma ( Mario Nardelli )

## 1965.
1. Zafir Hadžimanov - Dragan Stojnić - Zašto dolaziš samo s kišom (Alfons Vučer-Vesna Lukatela)
2. Lado Leskovar - Beti Jurković - Stolpne ure ( Jure Robežnik - Gregor Strniša )
3. Majda Sepe - Arsen Dedić - Zgodba ljubezni št. 9 ( Anton Kersnik - Elza Budau )
4. Ljiljana Begović - Zoran Georgiev - Igra s cvetom i letom ( A. Koci - Olivera Živković )
5. Elvira Voća - Nina Spirova - Kupi mi malo cvijeća ( Alfons Vučer - Aleksandar Korać ) 
6. Berta Ambrož - Majda Sepe - Pesem zapoj mi nocoj ( Boris Kovačič - Gregor Strniša )
7. Đorđe Marjanović - Zafir Hadžimanov - Zdravo, zdravo ( Aleksandar Korać - Arsen Dedić )
8. Anica Zubović - Lado Leskovar - Tvoje pismo ( Aleksandar Nećak )
9. Zdenka Vučković - Vedo Hamšić - I leti i zimi (
10. Beti Jurković - Elda Viler - Drevesa, drevesa ( Mojmir Sepe - Gregor Strniša )
11. Beti Jurković - Zov noći ( Alfi Kabiljo )
12. Slavko Perović - Vedo Hamšić - Vrlo čudno (
13. Nina Spirova - Đorđe Marjanović - Edna prolet ( 
14. Berta Ambrož - Dušan Jakšić - Tja na pot (
15. Drago Diklić - Krsta Petrović - Ne budi tužna večeras (
16. Zdenka Vučković - Ljiljana Petrović - Zaboravi (
17. Elvira Voća - Krsta Petrović - Kad zrije grožđe (
18. Elvira Voća - Đorđe Marjanović - Prolećni dani (
19. Slavko Perović - Zoran Georgiev - Tražim tvoj osmijeh (
20. Lado Leskovar - Drago Diklić - Moja tajna (  
21. Krsta Petrović - Mirjana Beširević - Zna li se ikad (
22. Arsen Dedić - Anica Zubović - Sjeti se (

## 1967.
1. Gabi Novak - Dragan Stojnić - Vino i gitare ( Stipica Kalođera - Arsen Dedić )
2. Elda Viler - Tihomir Petrović - Na deževen dan (Jure Robežnik - Elza Budau )
3. Ana Štefok - Biserka Spevec - Ako želiš da me voliš ( Alfi Kabiljo )
4. Nina Spirova - Anica Zubović - Čekala sam te ( Severin Kajtazi - Aleksandar Korać )
5. Violeta Tomovska - Dime Popovski - Dojdi ( Aleksandar Džambazov - Đoko Georgiev )
6. Vice Vukov - Dušan Jakšić - Dosta je ( Mario Nardelli )
7. Bisera Veletanlić - Sonja Gabršček - Kad bi ... ( Esad Arnautalić - Rešad Hadrović )
8. Alenka Pinterič - Berta Ambrož - Kdor seje veter ( Jože Privšek - Miroslav Košuta )
9. Vjekoslav Jutt - Zafir Hadžimanov - Leto za nas ( Kornelije Kovač - Aleksandar Korać)
10. Bojan Kodrič - Ivo Robić - Mak v polju ( Mojmir Sepe - Miroslav Košuta ) 
11. Indeksi - Senka Veletanlić - Neću biti sam ( Đorđe Novković )
12. Đorđe Marjanović - Žarko Dančuo - Nedeljom ujutro ( Kornelije Kovač - Đorđe Marjanović )
13. Nena Ivošević - Kemal Monteno - Neka to bude neko drugi ( Kornelije Kovač )
14. Slobodan Stefanović - Lado Leskovar - Ne tugujem ( Aleksandar Korać )
15. Majda Sepe - Tatjana Gros - Nokturno ( Mojmir Sepe - Gregor Strniša )
16. Nada Knežević - Stjepan Džimi Stanić - Smiješi se ( Arsen Dedić )
17. Lidija Kodrič - Radmila Mikić - Stara glasbila ( Jure Robežnik - Gregor Strniša )
18. Arsen Dedić - Zlatko Golubović - U ime ljubavi ( Arsen Dedić )

## 1968.
1. Tereza Kesovija - Kvartet 4M - Tvoj glas ( Ivica Krajač )
2. Miro Ungar - Vjekoslav Jutt - Noćas si lijepa ljubavi ( Marija Radić - Toma Adnim )
3. Gabi Novak - Mišo Kovač - Tražim ( Stipica Kalođera - Arsen Dedić )
4. Josipa Lisac - Senka Veletanlić - Što me čini sretnom ( Arsen Dedić )
5. Indeksi - Stjepan Džimi Stanić - Jutro će promijeniti sve ( Petko Kantardžiev-Mlinac - Ivica Krajač)  
6. Zdenka Vučković - Ljupka Dimitrovska - Željela sam samo tebe ( Đorđe Novković )
7. Biserka Spevec - Dubrovački trubaduri - S.O.S. ( Alfi Kabiljo - Toma Adnim )
8. Ivica Šerfezi - Dragan Stojnić - Jučer smo bili zadnji put zajedno ( Ivica Šerfezi )
9. Indeksi - Žarko Dančuo - Ako jednom budeš sama ( Kornelije Kovač )
10. Slobodan Stefanović - Nada Knežević - Tragom prvog proleća ( Georgi Dimitrovski - Slobodanko Dimitrovski) 
11. Majda Sepe - Alenka Pinterič - Bil je soldat ( Mojmir Sepe - Smiljan Rozman )
12. Berta Ambrož - Jožica Svete - Mladost ( Damijan Tozon - Mirijam Tozon )
13. Elda Viler - Edvin Fliser - Otoki ( Jure Robežnik - Miroslav Košuta )
14. Zvonko Špišić - Ana Štefok - Stara pjesma ( Zvonko Špišić )
15. Lidija Kodrič - Bele vrane - Mesto mladih ( Jure Robežnik - Svetlana Makarovič )
16. Zlatko Golubović - Đorđe Marjanović - Galeb i gavran ( Zlatko Golubović - Sveta Vuković )
17. Tatjana Gros - Bojan Kodrič - Beli lokvanj ( Damijan Tozon - Mirijam Tozon )
18. Višnja Korbar - Tihomir Petrović - Krug ( Alfi Kabiljo - Ivica Krajač )
19. Hrvoje Hegedušić - Lado Leskovar - Leptiri ( Hrvoje Hegedušić - Maja Perfiljeva )
20. Zafir Hadžimanov - Dubrovački trubaduri - Bićemo uvek srećni (Tomor Berisha - Alihajdar Kaçamaku )

## 1969.
Pjesme su se izvodile u jednoj verziji.
1. Gabi Novak - Malo reči treba kad se voli (Jovan Adamov - Velja Marcikić )
2. Mišo Kovač - Sve što mi život pruža ( Đorđe Novković )
3. Tihomir Petrović - Čude se svi ( 
4. Krunoslav Slabinac - Jednom u životu ( Arsen Dedić )
5. Kvartet 4M - Priča se ( Ivica Krajač )
6. Montenegro 5 - Svađamo se ( Aleksandar Korać )
7. Ljupka Dimitrovska - To nisam ja ( Esad Arnautalić - 
8. Zoran Georgiev - Uvertira (
9. Hamdija Čustović - Da su kraći ovi dani (
10. Dime Popovski - Ke ti prostam (
11. Violeta Tomovska + Dime Popovski - Ne se zadevaj (
12. Elda Viler - Pridi ( Mojmir Sepe - Branko Šoemen )
13. Žarko Dančuo - Sve je protiv ljubavi (
14. Ibrica Jusić - To su djeca ( Zdenko Runjić - Z. Zukić )
15. Bele vrane - Vsi ljudje želimo dečku srečo ( Jure Robežnik - Smiljan Rozman )
16. Zlatko Golubović - Živim da bih živeo ( Zlatko Golubović )
17. Zafir Hadžimanov - Bio je maj ( Aleksandar Korać )
18. Korni grupa - Devojčice mala ( Kornelije Kovač )
19. Radojka Šverko - Ljubav je važna stvar ( Vojkan Borisavljević - Vera Olear )
20. Đorđe Marjanović - Ne shvaćam te ( Zdenko Runjić - Ivica Krajač )
21. Hrvoje Hegedušić - Sreća ( 
22. Slavko Perović - Trideset puta ( Aleksandar Korać )
23. Majda Sepe - Človek ki ga ni ( Jure Robežnik - Branko Šoemen )
24. Miro Ungar - Dolina mog djetinjstva ( Stipica Kalođera - Vesna Lukatela )
25. Eva Sršen - Ljubi, ljubi, ljubi ( Mojmir Sepe - Dušan Velkaverh )
26. Violeta Tomovska + Zoran Georgiev - Pej, pej (
27. Zdenka Vučković - Sretna sam ( Alfi Kabiljo -
28. Leo Martin - To činim (
29. Indeksi - U podnevne sate ( 
30. Franc Braco Koren - Zadnji vlak na jug ( Jože Privšek - Milan Košuta )

## 1970.
1. Dalibor Brun - Leo Martin - Djeca ljubavi (  Vojkan Borisavljević - Dalibor Brun )
2. Saška Petkovska - Zoran Milosavljević - Srekna sum što živeam ( Aleksandar Džambazov - Snežana Lipkovska) 
3. Marjana Deržaj - Biserka Spevec - Valdebek ( Jože Privšek - Dušan Velkaverh )
4. Dubrovački trubaduri - Ibrica Jusić - Znam da ima jedna staza (Đelo Jusić - Stjepan Benzon)
5. Arsen Dedić - Ljupka Dimitrovska - Što će biti s nama ( Nikica Kalođera - Ivica Krajač )
6. Bele vrane - Alenka Pinterič - Vojvoda ( Jure Robežnik - Dušan Velkaverh )
7. Gabi Novak - Ana Štefok - Želim malo nježnosti i ljubavi ( Alfi Kabiljo - Milan Doležal)
8. Trio Neda, Dario i Miljenko - Ivica Percl - Gitare u mom srcu ( Damir Dičić - Ivica Krajač) 
9. Višnja Korbar - Zdenka Kovačiček - Zbog jedne melodije davne ( Miljenko Prohaska - Drago Britvić ) 
10. Daliborka Stojšić - Miroslav Dolenc - Ne voli- voli ( Jovan Adamov - Maja Perfiljeva )
11. Boba Stefanović - Miro Ungar - Svatko mora imat nekog (Nikica Kalođera - Ivica Krajač)
12. Zdenka Vučković - Pro arte - Život mi je prazan ( Svemir Opara )
13. Kvartet 4M - Kvartet Studio - Tko pod drugim jamu kopa ( Ivica Krajač ) 
14. Dragan Antić - Krunoslav Slabinac - Više nećeš biti moja ( Aleksandar Korać )
15. Đorđe Marjanović - Zlatko Golubović - Dugi dani, kratke noći ( Đorđe Marjanović )
16. Josipa Lisac - Mladi levi - Oluja ( Zdenko Runjić )
17. Edvin Fliser - Radojka Šverko - V deželi trav ( Jure Robežnik - Gregor Strniša )
18. Mišo Kovač - Đorđi Peruzović - Tvoje lice ( Stipica Kalođera - Drago Britvić )
19. Elda Viler - Majda Sepe - Rano popoldne ( Bojan Adamič - Elza Budau )
20. Dime Popovski - Dragan Mijalkovski - Jas bev tvoj prijatel ( Slave Dimitrov - Đoko Georgiev)

## 1971.
Festival nije održan .

## 1972.
Festival nije održan .

## 1973.
1. Boba Stefanović - Piši mi ( Aleksandar Korać )
2. Korni grupa - Etida ( Kornelije Kovač )
3. Zafir Hadžimanov - Ukrašću te ( Zafir Hadžimanov )
4. Drago Diklić - Stara reka ( Aleksandar Nećak - Stjepan Benzon )
5. Vlada I Bajka - Dok te gledam ( Vlada Marković )
6. Dalibor Brun - Odiseja ( Vojkan Borisavljević - Sveta Vuković )
7. Elda Viler - Slišiš, školjka poje ti ( Vasja Repinc )
8. Edvin Fliser - Kot nekdo ki še upa ( Dušan Porenta )
9. Vis Srce - Razkrij mi se dekle ( Dečo Žgur - Dušan Velkaverh )
10. Ditka Haberl - Mlade oči ( Jure Robežnik - Dušan Velkaverh )
11. Oto Pestner - Mnogo srečnih let ( Mojmir Sepe - Dušan Velkaverh )
12. Janko Ropret - Zeleno sonce ( Bojan Adamič - Elza Budau )
13. Majda Sepe - Nekoč, nekje ( Jože Privšek - Dušan Velkaverh )
14. Biserka Spevec - Seti se mene ( Krešimir Neckov - Milan Doležal )
15. Milan Mutavdžić - Ako slušaš ovu pesmu ( Jovan Adamov - Stevan Zarić )
16. Nina Spirova - Nikad te sresti nisam smela ( Angelo Vlatković - Albertina Trbojević )
17. Nexhmije Pagarusha - E vet'mja dashuri ( Reshad Randobrava - Maksut Shehu )
18. Liliana Çavolli - Ushton mali ( Akil Koci )
19. Zdravko Čolić - Gori vatra ( Kemal Monteno )
20. Mahir Paloš - Gdje si sad ( Kemal Monteno )
21. Ambasadori - Kao rijeka ( Ismet Arnautalić )
22. Jadranka Stojaković - Priča o nama ( Ismet Arnautalić )
23. Indeksi - Djeca ljubavi ( Milan Đajić - Željko Altarac )
24. Lena Trajkovska - Majka ( Kire Kostov - Đoko Georgiev )
25. Zoran Georgiev - Stara gitara ( Petar Lukić - Jane Kodžobašija )
26. Daniela Pančetović i Zoran Milosavljević - Nežno, nežno ( Dimitar Masevski - Zafir Hadžimanov ) 
27. Dragan Mijalkovski - Koga si sama ( Dragan Đakonovski - Blagoje Stefanovski )
28. Vele Matevski - O galebi beli ( Aleksandar Džambazov - Blagoje Stefanovski )
29. Hrvoje Hegedušić - Elegija ( Hrvoje Hegedušić - Ksenija Erker )
30. Nevia Rigutto - Zašto si otišao ( Krešimir Herceg - Aleksandar Bujić ) 
31. Ivo Robić - Divno je ( Ivo Robić - Milan Doležal )
32. Mladen Kozjak - Moja draga spava ( Zoran Markulj )
33. Neda, Dario i Miljenko - Mala iz IIIb ( Arsen Dedić - Drago Britvić )
34. Zdenka Vučković - Pusti me da odem ( Srećko Zubak )
35. Delfini - Svirala je Bacha ( Saša Lukić )
36. Krunoslav Slabinac - Poljubi me za sretan put ( Alfi Kabiljo )
37. Sandra Kulier - Bit ću tu (
38. Krunoslav Cigoj -Majka je uvijek tu
39. Josipa Lisac - 
40. Zdenka Kovačiček i Grešnici - Koliko sreće

## 1974.
1. Zvonko Špišić - Ja putujem s tobom ( Heda Piliš - Natalija Kuman )
2. Hrvoje Hegedušić - Balada o mladiću i ruži ( Hrvoje Hegedušić - Maja Perfiljeva )
3. Grupa Rok - Potraži drugi svijet ( Ismet Arnautalić - Slobodan Đurasović )
4. Stevan Zarić - Preko puta života ( Stevan Zarić )
5. Gazmend Pallaska - Agu pranveror ( Gazmend Zajmi )
6. Mahir Paloš - D i E ( Dženan Salković )
7. Beti i Slobodan Đorđević - Zbog poljubaca tvojih ( G. Ružić )
8. Eva Sršen - Lepa ljubezen ( Eva Sršen )
9. Lena Trajkovska - Spomen ( Ž. Glišić - S. Jovanović )
10. Tereza Kesovija - Mili moj ( Nikica Kalođera - Milan Doležal )
11. Oto Pestner - Kostanji ( Bojan Adamič - E. Fritz )
12. Bisera Veletanlić - Ti si obala ta ( Aleksandar Ilić - Zafir Hadžimanov )
13. Janko Uzunov - Mavni mi so raka ( Dimitar Čemkov )
14. Ditka Haberl - Sanjajmo ( Jure Robežnik - Gregor Strniša )
15. Srđan Marjanović - Ja te zovem, ljubavi ( Srđan Marjanović )
16. Grupa 777 - Hej, curo mala ( Ivica Krajač )
17. Biserka Spevec - Knjiga naše ljubavi ( Krešimir Neckov - Slobodan Šelebaj )
18. Kemal Monteno - Mi smo ljubav ( Kemal Monteno )
19. Elda Viler - Neodposlano pismo ( Ati Soss - Branko Šoemen )
20. Goce Nikolovski - Takva si ti ( Slave Dimitrov )
21. Radojka Šverko - Ima netko ( Alfi Kabiljo )
22. Neda I Miljenko - Ljubavni san ( Neda i Miljenko Karabaić )
23. Jadranka Stojaković - Tajna ( Ismet Arnautalić )
24. Vis Entuzijasti - Moma primorkinja ( Branko Zenović - N. Ilin )
25. Mirjana Pavlović - I shof syt e tu ( Severin Kajtazi )
26. Zdravko Čolić - Ne dam ti svoju ljubav ( Kemal Monteno )
27. Indeksi - Samoćo, ljubavi moja ( Slobodan Kovačević )
28. Danijela Pančetović - Poljubi me ( Adam Blekić )
29. Majda Sepe - Najin sin ( Jože Privšek - Dušan Velkaverh )
30. Vok. kvartet Impulsi - Nostalgija ( Dragan Đakonovski )
31. Braco Koren - Čakam dan ( Jani Golob - Elza Budau )
32. Alenka Pinterič - Mavrica ( Vasja Repinc - Duša Repinc )
33. Grupa Sunce - Stara gitara ( Jovan Adamov - Marko Delibašić )
34. Leo Martin - Zlatokosa ( Vojkan Borisavljević )
35. Korni grupa - Moja generacija ( Kornelije Kovač )
36. Zdenka Vučković - Danas živim s njim ( Vladimir Prekratić - Ivica Krajač )

## 1975.
1. Bisera Veletanlić - Ti si čovek moj ( Kornelije Kovač )
2. Radojka Šverko - Ostani još jednu noć ( Aleksandar Ilić - Zafir Hadžimanov )
3. Dalibor Brun - Ruže ( Aleksandar Korać )
4. Beti Đorđević - Neka srce kuca jače ( Aleksandar Korać )
5. Ksenija Erker - Nikad više ( Vojkan Borisavljević - Filip Beli )
6. Grupa More - Ovo vrijeme ( Slobodan Kovačević )
7. Oliver Dragojević - Cesta sunca ( Alfi Kabiljo - Toma Polić )
8. Grupa 777 - Ti ,on ili netko treći ( Zvonko Špišić )
9. Kvartet 4M - Perpetum mobile ( Ivica Krajač )
10. Elda Viler - Riječ po riječ ( Vanja Lisak - Ivica Krajač )
11. Ambasadori - Budi s njom ( Slobodan Vujović - Kemal Monteno )
12. Indeksi - Ti si mi bila naj, naj ( Gabor Lenđel - Duško Trifunović )
13. Goran Gerin - Atlantida ( Fadil Redžić - Maja Perfiljeva )
14. Neda Ukraden - Srce u srcu ( Nikola Borota - Miodrag Žalica )
15. Jadranka Stojaković - Novi ljudi ( Miroslav Balta - Duško Trifunović )
16. Dime Popovski - Večer na Šara ( Aleksandar Džambazov - Đoko Georgiev )
17. Margica Antevska i trio Bomi - Dosta sme se lažele ( Slave Dimitrov )
18. Verica Ristevska - Tišina ( Aleksandar Džambazov - Laze Keneski )
19. Nina Spirova - Molči ( Ljubomir Branđolica - Đoko Georgiev )
20. Kvartet Impulsi - Impresija ( Dragan Đakonovski - Blagoje Stefanovski )
21. Oto Pestner - Prijatelj iz otroških dni ( Jani Golob - Elza Budau )
22. Duo Marko Brecelj i Boris Bele - Rastemo ( Marko Brecelj )
23. Sonja Gabršček i Braco Koren - Prijatelj vstopi ( Vasja Repinc - Duša Repinc )
24. Marjetka Falk - Danes ( Dečo Žgur - Lucka Falk )
25. Pepel in kri - Dan ljubezni ( Tadej Hrušovar - Dušan Velkaverh )
26. Milan Popović - Dječak kao da vijek ima ( Milo Acić )
27. Verica Đurković - Sreća ( Tomislav Bašić )
28. Đani Maršan - Šta sanjaš ( Jovan Adamov - Pero Zubac )
29. Grupa Sunce - Kad odu snegovi ( Jovan Adamov - Pero Zubac )
30. Biserka Spevec - Rastanak ( Stevan Burka - Vesna Ovčin )
31. Shaban Kelmendi - Malli per te humburen ( Severin Kajtazi - Eqrem Basha )
32. Luan Hajra - Danas il' sutradan ( Tomor Berisha - Rade Zlatanović )
33. Besnik Krajku - Syri yt ai qiell ne shi ( Đerđ Kacinari - Jusuf Gervalla )

## 1976.
1. Bisera Veletanlić - Baj, baj, baj ( Aleksandar Sanja Ilić - Marina Tucaković/Sveta Vuković ) 
2. Mišo Kovač - Ja sam čovek ( Aleksandar Korać )
3. Leo Martin - Laku noć, dragi - laku noć, draga ( Vojkan Borisavljević - Filip Beli )
4. Oto Pestner - Šepet poletnih trav ( Milan Ferlež - Elza Budau ) 
5. Pepel in kri - Moja srečna zvezda ( Tadej Hrušovar - Dušan Velkaverh )
6. Majda Sepe - Gledam te ( Jože Privšek - Elza Budau )
7. Ištvan Kuki Boroš - Nismo više isti ( Jovan Adamov - Maksim Mudrinić )
8. Grupa Sunce - Staza života ( Josip Lorbek - Vojkan Milovanović )
9. Gazmend Pallaska - Dieli i 
kuqremt ( Crvenkasto sunce) ( Gazmend Zajmi ) 
10. Jordan Nikolić - Tvoje ruke su miran san (  
11. Neda Ukraden i Nikola Borota - Ej, da mi je naći ( Nikola Borota - Miodrag Žalica ) 
12. Ambasadori - Ne mogu skriti svoju bol Slobodan Vujović - Slobodan Đurašević ) 
13. Dalibor Brun - Ne pitaj zašto ( Zrinko Tutić - Mario Mihaljević )
14. Grupa Revis - Brđanka ( Danilo Kalezić )
15. Mirjana Tasevska -  Ne sum sam ( 
16. Entuzijasti - Kotorskim ulicama ( T. Petrović )
17. Dubrovački trubaduri - Zeleni se ružmarin ( Zvonko Špišić - Miroslav Kovačević )
18. Cvetanka Laskova i Janko Uzunov - Momčeto so mandolina ( Slave Dimitrov - Đoko Georgiev )
19. Jelena Velinova - Ljubovta e ljubov ( 
20. Goran Gerin - Bila je hladna noć ( Kemal Monteno ) 
21. Oliver Dragojević - Pjevaj s nama ( Davor Rocco - Drago Britvić )

## 1977.
Festival nije održan .

## 1978.

### Dani jugoslavenske zabavne muzike JRT - Opatija
Večer zabavne muzike
1. Olivera Katarina i Djevojke s Neretve - Nikada ne zaboravi dane naše ljubavi ( Aleksandar Korać - Olivera Katarina ) 
2. Oto Pestner - Letiva ( Oto Pestner )
3. Neda Ukraden - Alčak ( Vlado Miloš )
4. Marijan Miše - Šta mi vredi što sam zgodan ( Jovan Adamov - Đorđe Balašević )
5. Maja Odžaklijevska - Kako nebo sino ( Petar Lukić - Đoko Georgiev )
6. Moni Kovačič - Brez ljubezni mi živeti ni ( Tadej Hrušovar - Dušan Velkaverh )
7. Bisera Veletanlić - Priznaj mi ( Aleksandar Sanja Ilić - Zafir Hadžimanov )
8. Fadil Toskić - Bura ljubavi ( Esad Arnautalić - Duško Trifunović )
9. Verica Ristevska - Ti si pesna što trae ( Slave Dimitrov - Đoko Georgiev )
10. Rani mraz - Moja prva ljubav ( Đorđe Balašević )
11. Verica Đurković - Moj prvi tango ( Slobodan Bučevac - Bratislav Kokolj )
12. Vera Oručaj - Nuk kan gjum ( Tomor Berisha - Ali Olloni )
13. Grupa Revis - Čarolija ( Danilo Kalezić )
14. Krunoslav Slabinac - Dan koji se pamti ( Alfi Kabiljo - Ivica Kasumović )
15. Sabri Fejzullahu - Mikja ( Reshat Randobrava - Dritëro Agolli )
16. Oliver Dragojević - Zbogom ostaj, ljubavi ( Zdenko Runjić - Nena Labić )
Večer šansona i slobodnih formi
1. Majda Sepe - Kje je tista trava ( Mojmir Sepe - Branko Šoemen )
2. Jadranka Stojaković - Jer vidiš, sve te više volim ( Jadranka Stojaković - Miroslav Maraus )
3. Nina Spirova - Kambanata selska ( Ljubomir Branđolica - Đoko Georgiev )
4. Zafir Hadžimanov - Besilka ( Ljubomir Branđolica - Pero Boškovski )
5. Laboratorija zvuka Vranešević - Dok vam je još vreme  ( Predrag Vranešević/Mladen Vranešević )
6. Marjana Deržaj - Breza moje mladosti ( Boris Kovačič - Svetlana Makarovič )
7. Zoran Georgiev - Ana ( Aleksandar Džambazov - Blagoje Stefanovski ) 
8. Narcis Vučina i Slobodan Samardžić - Nikada neću vratiti tren ( Narcis Vučina - Todor Dutina )
9. Katalin Farkaš - Karneval ( Petar Bahun - Ištvan Domonkoš )
10. Elda Viler - Nikogar ni kakor ti ( Milan Ferlež - Elza Budau )
11. Mahir Paloš - Čisto ljeto ( Ismet Arnautalić - Kornelija Šenfeld-Oljača )
12. Lada Kos - Evo, po dogovoru za volju ( Pero Gotovac -
13. Lutajuća srca - Na žalu ( Milan Marković - 
14. Boba Stefanović - Jedina moja zvezda ( Bodin Starčević -
15. Bashkim Paçuku - Rrenkimi ( Severin Kajtazi -
16. Čedo Antolić - Sestri šutri ( Čedo Antolić )
17. Ibrica Jusić - Deset prsti ( Ibrica Jusić )
18. Nazmi Belica - Pritja ( Reshat Randobrava -
19. Gabi Novak - Osam izgubljenih stihova ( Arsen Dedić )
20. Miladin Šobić -  Čudna krčma ( Miladin Šobić )
21. Senka Veletanlić - Topla kiša ( Zafir Hadžimanov )
22. Hrvoje Hegedušić - Mravinjak seli ( Hrvoje Hegedušić )
23. Lado Leskovar - Tvoje srce ( Vojkan Borisavljević )
Večer rock muzike ( rock grupe )
1. Yu Grupa - Spali svoja sećanja ( Dragi Jelić - Marina Tucaković ), Pređi na drugu stranu
2. Indeksi - Sviđaš mi se ( Ranko Rihtman - Maja Perfiljeva )
3. Cvrčak i mravi - Ako nećeš ti, hoće druge tri ( Branko Pražić - Cvrčak i mravi ), Šta hoćeš dušo na poklon da ti dam (
4. Kosovski božuri i Milica Milisavljević - Šta da mislim o njoj ( Sinan Alimanović - Mirko Gashi )
5. September - Domovino moja ( Tihomir Pop Asanović - Janez Bončina ), Kolo (
6. Leb i sol - Nie četvoricata ( Leb i sol ), Devetka ( Nikola Dimuševski )
7. Vaga - Srednji vijek ( Milan Ukić - Vaga )
8. Parni valjak - Od motela do motela, Djevojka vodu nosila
Večer orkestralne muzike ( instrumentalne izvedbe )
1. Baj, baj ( Sanja Ilić - Zvonimir Skerl )
2. Zbog jedne melodije davne ( Miljenko Prohaska )
3. Mili ( Vili Čaklec - Nikica Kalođera )
4. Gledam tvoje oči ( Severin Kajtazi - Vojislav Simić )
5. Ne mogu skriti svoju bol ( Slobodan Vujović - Andrej Stefanović )
6. Okrećem listove kalendara ( Dragiša Dukić )
7. Človek ki ga ni ( Jože Robežnik )
8. Vozi me vlak v daljave ( Jože Privšek )
9. Jednom u gradu ko zna kom ( Angelo Vlatković - Bojan Adamič ) 
10. Ako sada odeš ( Stjepan Mihaljinec )
11. U nedjelju, Ane ( Ljubo Kuntarić - Alfi Kabiljo )
12. Eden baknež ( Petar Pešev - Aleksandar Đakonovski )
13. Moma primorkinja ( Branko Zenović )
14. Na deževen dan ( Jože Robežnik - Jože Privšek )
Izvode : Veliki Revijski orkestar RTV Ljubljana, dirigenti : Bojan Adamič i Jože Privšek
Zabavni orkestar RTV Zagreb, dirigenti : Miljenko Prohaska i Zlatko Černjul

## 1979.

### Večer zabavne muzike
1. Delfini - Od ponedjeljka novi život ( Saša Lukić - Arsen Dedić )
2. Novi fosili - Sklopi oči ( Rajko Dujmić - Dea Volarić )
3- Marijan Miše - Stani, stani crveno je ( Vlado Delač - Ivica Krajač )
4. Verica Ristevska - Letaj galebe ( Kire Kostov - Miodrag Vrčakovski )
5. Makedonija - Oko moje zeleno ( Grigor Koprov - Hrsto Krstevski )
6. Vlada i Bajka - Ako osećaš ( Govedarica )
7. Dragan Mijalkovski - Hronično sam zaljubljen u tebe (Aleksandar Korać - Bora Đorđević)
8. Bisera Veletanlić - I ljubav ima rok trajanja ( Sanja Ilić -  Đorđe Balašević )
9. Vera Kapetanović - Hej, što nisam ( Jovan Adamov - Maja Perfiljeva )
10. Dinka i Branka - Kad bi ... ( Branko Pražić )
11. Montenegrini - Nijema plaža ( Ljubo Stanišić - Vesko Petrušić )
12. Ditka Haberl - Jaz sem jaz, ti si ti ( Tadej Hrušovar - Dušan Velkaverh )
13. Prizma - Glas noči ( Danilo Kocijančič )
14. Janko Ropret - Travoltolog ( Milan Ferlež - Dušan Velkaverh )
15. Vera Oručaj - Foleja e dashurisë (Gnezdo ljubavi )( Tomor Berisha - A. Lena )
16. Ambasadori - Ne traži me ( Slobodan Vujović - Slobodan Đurasović )
17. Kemal Monteno - Ti si moja poezija ( Kemal Monteno - Julio Marić )
18. Neda Ukraden - Šeherezada ( Kemal Monteno )

### Večer šansona i slobodnih formi
1. Ibrica Jusić - Ljubi' san vašu ćer ( Ibrica Jusić - Krsto Juras )
2. Zvonko Špišić - Sanja ( Zvonko Špišić - Vlado Crnec )
3. Zrinko Tutić - Htio bih večeras ( Zrinko Tutić )
4. Zorica Milosavljević - Ljubovta e ...( Slave Dimitrov - Blagoje Stefanovski )
5. Buco Pende - Sonet ( Ljubomir Branđolica - Gane Todorovski )
6. Dime Popovski - Nežnost ( Ljubomir Branđolica - Blažo Koneski )
7. S vremena na vreme - A šta sad ( Ljubomir Ninković )
8. Senka Veletanlić i Zafir Hadžimanov - Devojka voćka neznana ( Zafir Hadžimanov )
9. Riblja čorba - Valentino iz restorana - ( Rajko Kojić - Bora Đorđević/Marina Tucaković)
10. Smokvin list - Imam sreće ( Marko Delibašić )
11. Katalin Farkaš - Ljubavna priča(Szerelmi tortenet) ( O. Bahun - D. Ištvan )
12. Karli Arhar - Balada o Štefu in Blažu ( Jure Robežnik - Smiljan Rozman )
13. Majda Sepe - Sreča ( Jože Privšek - Branko Šoemen ) 
14. Shaban Kelmendi - Menes sime ( Mojoj majci ) ( Severin Kajtazi - A. Mamagi )
15. Davorin Popović - Balada za nas dvoje ( Dejan Zagorac - Duško Trifunović )
16. Narcis Vučina - Marija bravarija ( Narcis Vučina - Duško Trifunović )

### Večer rock muzike ( rock grupe )
1. Vatreni poljubac - Čekam da dođe Ufo ( Milić Vukašinović ), Ja bih se ljubio,   ali nemam s kim( Milić Vukašinović ) ,Ostani još samo jednu noć (M. Vukašinović)
2. Den za den - Ciganka ( Arijan Dema ), Vodopad ( Dragiša Soldatović )
3. Sončna pot - Hrepenjenje ( Lado Jakša ), Na poti ( Lado Jakša )
4. Vaga - Sunčev sjaj ( Milan Ukić ), Još ne sviće rujna zora ( Milan Ukić )
5. Meta sekcija - Prigušena svirka ( Boris Kovač ), Fly by jat ( Aleksandar Dujin )
6. Kosovski božuri - Keve mi ( Sinam Alimanović - Mirko Gashi ), Artizane e vogel ( Sinam Alimanović - Mirko Gashi)                                                                     
7. Drago Mlinarec i prijatelji - Trkalište ( Drago Mlinarec), Dubrovnik ( Drago Mlinarec ), Penzioneri ( Drago Mlinarec )
8. Generacija 5 - Ponekad poželim da se vrate jutra ( Dragoljub Ilić), Noćni mir ( Dragoljub Ilić ), Svemu dođe kraj ( Dragoljub Ilić )                 

### Večer instrumentalnih kompozicija
1. Luna park ( Alfi Kabiljo ) - Revijski Orkestar RTV Zagreb, dirigent : Miljenko Prohaska
2. Nekaj vročih želja ( Dečo Žgur ) -Revijski orkestar RTV Ljubljana, dirigent : Mario Rijavec
3. Loja e Rugoves ( Rugovska igra ) ( Sinan Alimanović )- Revijski orkestar RTV Sarajevo, dirigent: Esad Arnautalić
4. Barokni divertimento za društvo ( Zlatko Tanodi )- Komorni instrumentalni ansambl DJZM
5. Koliko dana ( Jovan Adamov )- Revijski orkestar RTV Novi Sad, dirigent : Josip Lorbek
6. Moja pjesma ( Julio Marić )- Studijski ansambl RTV Sarajevo, dirigent : Ranko Rihtman
7. Flavtijana ( Bojan Adamič )- Zabavni ansambl RTV Ljubljana, dirigent : Bojan Adamič
8. Quieto ( Ati Soss )- Zabavni ansambl RTV Ljubljana, dirigent: Ati Soss
9. Nestašica ( L. Pongo )- Revijski orkestar RTV Novi Sad, dirigent: Josip Lorbek
10. Wick ( Janez Gregorc )- Revijski orkestar RTV Ljubljana, dirigent : Mario Rijavec

## 1980.

### Večer zabavne muzike
1. Novi fosili - Najdraže moje ( Rajko Dujmić - Dea Volarić )
2. Branka Kraner - Predrami me ( Jure Robežnik - Daniel Levski )
3. Plesni orkestar RTV Sarajevo - Balkanske igre ( Sinan Alimanović )
4. Besnik Krajku - Një zogu ( Jednoj ptici ) ( Bashkim Shehu - Dritëro Agolli )
5. Vera Kapetanović - Ne gubi vreme sa mnom ( Gabor Lenđel - Duško Trifunović )
6. Čuden kroj - Ezeroto pameti ( Slave Dimitrov - Đoko Georgiev )
7. Miodrag Babalj - Isti čovjek ( Slobodan Bučevac - Milan Perić )
8. Plesni orkestar RTV Zagreb - Provincijalka ( Milan Ukić )
9. Zdenka Vučković - Istinu sam samo tebi dala ( Petko Kantardžiev-Mlinac - Maja Perfiljeva )
10. Dušan Prelević i Nada Pavlović - Ljubav naša umire ( Miodrag Kostić - Dušan Prelević )
11. Ratko Kraljević - Doživeću šok ( Ferenc Kovač - Slavica Stojković )
12. Duo Kora - Je še kdo srečnejši kje ( Milan Kamnik - )
13. Sabri Fejzullahu - Tjetrin mos e qorto ( Ne krivi drugoga )( Tomor Berisha - Nehat Hoxha )
14. Senka Veletanlić - Tvoje ime ( Vojkan Borisavljević - Krsto Juras )
15. Revijski orkestar RTV Ljubljana - Greyhound ( Janez Gregorc )
16. Vitomir Petković - Naša ljubav ( Aleksandar Korać - Sveta Vuković )
17. Ismeta Krvavac - Tvoje pismo ( Faruk Hasanbegović - Kornelija Šenfeld - Oljača )
18. Kemal Monteno - Duga noć ( Kemal Monteno - Mišo Marić )
19. Maja Odžaklijevska - Daj, daj ( Grigor Koprov - Romeo Gril )
20. Revijski orkestar RTV Zagreb - Fantazmagorija ( Silvije Glojnarić )
21. Oliver Dragojević - Zabranjeno voće ( Zdenko Runjić - Jakša Fiamengo )
22. Pepel in kri - Naš blok posluša rock ( Tadej Hrušovar - Dušan Velkaverh )

### Večer šansona i slobodnih formi
1. Smokvin list - Da mi moja majka zna ( Milorad Bata Nonin )
2. Arsen Dedić - I tako dođe vrijeme ( Arsen Dedić )
3. Jadranka Stojaković - Ja nisam tvoga kova ( Jadranka Stojaković - Duško Trifunović )
4. Zvonko Špišić - Unska pruga ( Zvonko Špišić )
5. Marjetka Falk - Luči iz predmestja ( Andrej Šifrer )
6. Toma Bahun - Kazanova ( Dušan Vukojev )
7. Saška Petkovska - Zimska idila ( Ljubomir Branđolica - Đoko Georgiev )
8. Andrej Šifrer - Uspavanka ( Andrej Šifrer )
9. Lola Novaković - Harmonika ( Aleksandar Korać )
10. Zafir Hadžimanov - Marica ( Zafir Hadžimanov )
11. Majda Sepe - Stihi mojega spomina ( Milan Ferlež - Janez Menart )
12. Kamen na kamen - Naše vrijeme prošlo je ( Nikola Borota )
13. Šaban Kelmendi - Buzeqesh prap o Suzi (Mi smo je zvali Suzi)( Musa Piperku - E. Basha )
14. Miladin Šobić - Nije znala da sam pjesnik ( Miladin Šobić )
15. Jasna Gospić i grupa Transport - Strepnja ( Darko Arkus - Desanka Maksimović )
16. Marko Nikolić - Klovn ( Vojkan Borisavljević -
17. Nina Spirova -
18. Nano Prša -

### Večer rock muzike ( rock grupe )
1. Vatreni poljubac ( Sarajevo ) - Ona je tako dobra žena ( Milić Vukašinović )
2. Makadam ( Titograd ) - Ko prijatelj njene kuće ( Savino Batanov - Milan Perić )
3. Dušan Prelević i Beogradska selekcija '80 - Hoću da pamtiš ( Oliver Mandić )
4. Kosseleksioni ( Priština ) - Krahet e vetemis ( Nexhat Macula )
5. Tetka Ana ( Novi Sad ) - Sve je u izlogu ( Nenad Čurganov )
6. Den za den ( Skoplje ) - Jutro i noć ( Dragiša Soldatović )
7. Tunel ( Beograd ) - Moje vreme rock'n' roll-a ( Ljubomir Ninković )
8. Aerodrom ( Zagreb ) - Nisam više onaj od prije ( Jurica Pađen )
9. Boomerang ( Ljubljana ) - Rokačo ( Goran Tavčar - Drago Mislej )
10. Pečat ( Novi Sad ) - Životni put ( Z. Rubežić ) 

## 1981.
Koncepcija festivala je promijenjena. Festival nije takmičarskog karaktera, već je samo smotra stvaralaštva, ali bez nagrada.

### Večer glazbenih produkcija jugoslavenskih RTV centara ( šlageri, šansone, slobodne forme, pop, rock i instrumentalne kompozicije )
RTV Ljubljana: 
1. Tatjana Dremelj - Klavirska igra
2. Tomaž Domicelj i Branka Kraner - Ne zamerim ti
3. Ditka Haberl - Srce gre po svoje 
4. Moni Kovačič - Moj dom je kakor tvoj
5. Grupa Predmestje - Najlepši dan
6. Grupa Prizma - 
7. Grupa Prelom -
RTV Titograd: 
8. Časlav Damjanović -Tužni akordi kiše
9. Miodrag Babalj - Zavede mi moju malu
10. Grupa Makadam - a)Boja i ja b) Dama i pas
RTV Skoplje: 
11. Videlini ( instrumentalna ) - Festivalski orkestar
12. Grupa Čuden kroj - Ima li zabava
13. Verica Ristevska - Monolog 
14. Ljupčo Stojanovski - Ami 6
15. Jakov Drenkovski -
16. Sefedin Bajramov - 
RTV Beograd:
17. Moj svet ( instrumentalna) - Bogdan Kosanović ( solo na klaviru)
18. Dejan Petković - Zaboravi
19. Grupa Kim - Poljubi me brzo, žurim
20. Maja Odžaklijevska - Gledam te i slušam te
21. Boban Petrović -
22. Branko Kovačić -
23. Grupa Smak -
RTV Zagreb: 
24. Putovanje ( instrumentalna )( grupa Supersesion )
25. Oliver Dragojević - Razgovor sa Sonjom
26. Hrvoje Hegedušić - Mala kavana
27. Grupa Aerodrom - a) Tvoje lice b)Pokaži mi
28. Grupa 777 -
RTV Novi Sad: 
29. Dragan Makinić - Večita nevesto moja
30. Dragica Stankov - Autogram
31. Grupa Sunčeve pege - Momče moj
32. Tatjana Kolesar - Meni ljubav treba
33. Smokvin list - Vitez od ...
34. Vera Kapetanović -
35. Ivica Tomović -
RTV Priština: 
36. Gazmend Pallaska - O reza e arte
37. Milica Milisavljević - Ljubav može sve
38. Sabri Fejzullahu - Te pres me prit
39. Shaban Kelmendi - Romani yne
40. Besnik Krajku -
41. Bashkim Paçuku -
RTV Sarajevo:
42. Mirno more (Ivica Vinković)(instrumentalna - Festivalski orkestar
43. Indeksi - Da l' oblak zna ( Fadil Redžić )
44. Neda Ukraden - Kakav li će to dan biti ( Faruk Hasanbegović - Kornelija Šenfild-Oljača)
45. Ismeta Kravac - Dok me ljubav nije našla ( Kemal Monteno )
46. Kemal Monteno - Zvoni jednom ( Kemal Monteno - Alija Hafizović )
47. Mahir Paloš - Zakopano blago ( Esad Arnautalić - Duško Trifunović )
48. Jadranka Stojaković - Osjećam da neko dolazi ( Jadranka Stojaković - Duško Trifunović )

### Večer rodoljubne pjesme - Ustanku za rođendan
1. Dragan Stojnić - Svetionici slobode
2. Grigor Koprov i Verica Ristevska - Ima li zvezdi
3. Ibrica Jusić - Svi smo mi jedno
4. Senka i Bisera Veletanlić i Zafir Hadžimanov - Biće uvek Tito
5. Oto Pestner i Pepel in kri - Tito
6. Dejan Petković - Četrdeset prva
7. Miodrag Babalj - Moja zemlja na Tita liči
8. Milorad Nonin - To majka više ne rađa
9. Vokalni oktet Makedonija - Zemlja naša Titova
10. Branko Blaće - Tu smo sa srcem Tita
11. Elda Viler i Pepel in kri - Žalni pesni ne poj
12. Nenad Rajčević - Naša je pesma pesma celog sveta
13. Julija Bisak - Eleset hosok
14. Kimete Murtishi - Da te ....    me partizane 
15. Davorin Popović, Kemal Monteno, Jadranka Stojaković i Neda Ukraden - Most ( Fadil Redžić)
16. Mahir Paloš, Kemal Monteno, Jadranka Stojaković i Neda Ukraden - Galeb (Slobodan Kovačević)
Izvođače prati Zabavni orkestar RTV Beograd .

### Večer orkestralne muzike
1. Revija ( Zlatko Dvoržak )
2. Dubrovačka noć ( Ljubomir Branđolica )
3. Poslije magle ( Franjo Jenč )
4. Gori vatra ( Kemal Monteno )
5. Sećanje ( Gabor Lenđel )
6. Jagoda ( Jože Privšek )
7. Početak sunca ( Silvije Glojnarić )
8. Za našu ljubav ( Milan Uzelac )
9. Jugo saund ( Aleksandar Džambazov )
10. Zeleni nokturno ( Mojmir Sepe )
11. Bijele staze ( Alfi Kabiljo )
12. Mirno more ( Ivica Vinković )
13. In Continuo ( Jovan Adamov )
14. Beskraj ( Milivoj Marković )
15. Dobro jutro ( Vlado Kos )
16. Gluvo doba ( Slobodan Marković )
17. Partizanska eskadrila ( Bojan Adamič )
Festivalski orkestar, Zabavni orkestar RTV Beograd, vokalna skupina

## 1982.
Večer vokalno instrumentalnih sastava
1. Indeksi - a) Cajtnot ( vremena nema) b) Ponekad je sretnem
2. Makadam - a) Dama b) Pusti me, pusti da odem
3. Sončna pot -
4. Kosseleksioni -
5. Izlez -
6. Laboratorija zvuka -
7. Kim -
8. Ansambl klavijaturista Igora Savina -

### Večer glazbenog predstavljanja jugoslavenskih RTV centara
RTV Zagreb: 
1. Povratak ( Miljenko Prohaska) - Zabavni orkestar RTV Skopje
2. Zvonko Špišić -Ponoćni vlak
3. Branko Blaće -Noć poslije mnogo godina
4. Grupa 777 - U maloj kavani
5. Srebrna krila i vokalna grupa Zagrepčanke - Romani
RTV Titograd:  
6. Integrali ( instrumentalna ) - Revijski orkestar RTV Skopje
7. Bojan Bajramović - Jedna noć s Titom
8. Rade Bulatović - I ti si žena
9. Grupa Makadam - Pomračina, cijelo selo spava
10. Grupa Makadam - Poljubi me u obraz
11. Miodrag Babalj - Srca naša za Tita gore
RTV Priština:
12. Marijana ( instrumentalna ) - Revijski orkestar RTV Skopje 
13. Gazmend Pallaska - Stari partizan ( Vjeter partizan )
14. Shpresa Gashi - Nazvah te gusarom ( Cilosejme te pirat ) 
15. Milica Milisavljević - Oglas ( Pađen )
16. Sabri Fejzullahu - Ne traži me
17. Hysein Kazas - Vjeruj mi
18. Shaban Kelmendi - Horje kupitimin vetmia ( Uvod u smisao jedne usamljenosti )
19. Ivana Vitaljić - Susret
20. Valentina Kelmendi - Nasmijani drug
RTV Beograd:
21. Marija, reci (instrumentalna) - Revijski orkestar RTV Skopje
22. Zoran Leković - Hvala ti, oče
23. Miki Jevremović - Ćao srce, nema više
24. Dragan Stojnić - Stara pesma
25. Zoran Živanović -Treba mi neko kao ti
26. Grupa Beogradski muzičari - Pueblo
27. Grupa Kim - Prohujalo s vihorom
RTV Ljubljana:
28. Pastirska ( instrumentalna) - Revijski orkestar RTV Skopje
29. Alfi Nipič - Tako živim
30. Ultimat - Zvončki že cvetijo
31. Lado Leskovar - Zaljubi kruhek
32. Nada Žgur - Mir
33. Tomaž Domicelj - On ne išče straš
RTV Novi Sad:
34. Kalamoto ( instumentalna) - Revijski orkestar RTV Skopje
35. Marko Delibašić i Mira Ostojić - Kasno je za nas
36. Milorad Nonin - Neodložni povratak
37. Dragica Stankov - Bambadava
38. Grupa Cvrčak i mravi - Budi dobra
39. Grupa Sunčeve pege - Momci su hladni
RTV Skoplje:
40. Pelister ( instrumentalna) - Revijski orkestar RTV Skopje
41. Janko Uzunov - Devojče cveke šareno
42. Zorica Pop Ankova - Avtostoperka
43. Dragan Mijalkovski - Peronot 3
44. Rosana i Marijana Sarić - Ti si moja večna tema
45. Zorica Pop Ankova - Cvetovi

RTV Sarajevo: 
46. Petar Pan (Instrumentalna) Arsen Vereš, sak.- Revijski orkestar RTV Skopje)
46. Seid Memić Vajta - Ne daj se
47. Neda Ukraden - Maj
48. Mahir Paloš - Nek traje
49. Jadranka Stojaković - Svijet se dijeli na dvoje
50. Grupa Bosanski lonac - Lutalica
51. Kemal Monteno - On nije taj

### Večer posvećena suvremenim skladateljima: Slavi Dimitrovu, Reshadu Randobravi, Tadeju Hrušovaru, Sanji Iliću, Đorđu Balaševiću, Kemalu Monteno i Zdenku Runjiću
1. Verica i Ljupčo - Za zbogom, draga Marija ( Slave Dimitrov )
2. Zorica Pop Ankova - Go slušam tvojot glas ( Slave Dimitrov )
3. Maja Odžaklijevska - Muzičar ( Slave Dimitrov )
4. Edmond Islami - Oh te dua, te dua (Oh volim te, volim te) ( Reshat Randobrava)
5. Alen Slavica - Uspomena ( Reshat Randobrava )
6. Bedri Islami - Zeno moj ( Reshat Randobrava )
7. Pepel in kri i Oliver Antauer - Svet se vrti do beskončnosti ( Tadej Hrušovar )
8. Elda Viler - Plamen sam ( Tadej Hrušovar )
9. Grupa Hazard - Rože za Elzo ( Tadej Hrušovar )
10. Maja Odžaklijevska - Ti si poslednji voz ( Sanja Ilić )
11. Dado Topić - Mia ( Sanja Ilić )
12. Grupa Aska - Bežim ( Sanja Ilić )
13. Đorđe Balašević - U kupeu brzog vlaka ( Đorđe Balašević )
14. Đorđe Balašević - Ilona ( Đorđe Balašević )
15. Đorđe Balašević - Šta da se radi kada pada kiša ( Đorđe Balašević )
16. Neda Ukraden - Nisam luda pa da volim ludo ( Kemal Monteno )
17. Ismeta Krvavac - Ima nešto u tom što me nećeš ( Kemal Monteno )
18. Grupa Indeksi - Zauvijek Lili ( Kemal Monteno )
19. Oliver Dragojević -  Mama ( Zdenko Runjić )
20. Meri Cetinić - Iluzija ( Zdenko Runjić )
21. Meri Cetinić i Oliver Dragojević - Laku noć Luiđi, laku noć Bepina ( Zdenko Runjić )

## 1983.

### Večer klavijaturista
1. Kokan Dimuševski - Ekstaza
2. Sekstet Sinana Alimanovića - a) Udarimo dlan o dlan b) Balada M
3. Lazar Ristovski - a) Iza horizonta b) Igra sjenki

### Džez u ponoć
1. B. B. Convention
2. Sekstet Marković-Gut

### Popodne s kantautorima
1. Branko Pražić
2. Zrinko Tutić

### Večer orkestralne muzike
1. Cimbalero ( Bojan Adamič )
2. Vučko ( Sinan Alimanović )
3. Dodir ( Zvonimir Skerl )
4. Ljetna noć, zadnja noć ( Dragan Đakonovski )
5. Mjesečina nad Dunavom ( Vojislav Simić )
6. Himera ( Doniaku )
7. NSB ( Stevan Radosavljević)
8. Aurora ( Alfi Kabiljo )
9. Marcia Marokina ( Jože Privšek ) 

### Večer diskografskih produkcija
Diskografske kuće Jugoton, Diskoton, Produkcija ploča RTB i Produkcija ploča RTV Ljubljana su predstavljale svoja najnovija izdanja i izvođače s nekoliko pjesama.
Za Diskoton : 
1. Goran Kovačević - Marija
2. Mugdim Avdić-Henda - a) Ne znači ti ništa b) Sarajevska noć
3. Boris Aranđelović a) Telegram b) Tvoje naranče s juga
4. Vladimir Savčić-Čobi - a) Veliki i mali o b) Htio bih još jednom
Za produkciju RTV Ljubljana:
5. Marijan Smode uz Bojana i Zdenka i grupu Zeleni val -Adrijana b) Ako jednom ostanem bez tebe
6. Poslednja igra leptira - a) Ima dana kada ne znam što da radim b) Pop parada
7. Hazard - a) Najljepše ljubavne pjesme b) Andreja c) Mičva
Za produkciju RTB:
8. Pomaranča - a) Moli se b) Šminka se 
9. Boba Stefanović - a) Moj oblak b) Tornado
10. Lazar Ristovski - a) Iza horizonta  
11. Dušan Prelević - a) Majko na što sliči tvoj sin b) Lud i hrabar
Za Jugoton:
12. Grupa 777 - a) Ne idi, Gorane b) Ti si moj hit
13. Zlatko Pejaković - a) Mirjana b) Zaboravi sve
14. Srebrna krila - a) Praštam ti b) Sezame, otvori se

### Muzička panorama ( Večer zabavne, pop i instrumentalne glazbe )
1. Milorad Nonin - Zlatne cipelice
2. Grupa Bonton baja - O vremenu prošlom
3. Grupa Zeleni val - Prihod
4. Meta Močnik i Oliver Antauer - Voda na moj mlin
5. Krunoslav Cigoj - In vino veritas
6. Maja Odžaklijevska - Noćas si moj
7. Stjepko Gutt i Nikola Mitrović - Jutarnje novine za mog prijatelja ( instr. )
8. Zlatko Dvoržal - Puno ljubavi ( instr. )
9. Dejan Petković - U ljubavi pedantan
10. Grupa Slovenska gruda - Sveti Juraj in zmaj
11. Fadil Toskić - Ne vrijeđajte me
12. Saška Petkovska - Minuva kako reka
13. Bojan Bajramović - Priča
14. Mira Ostojić i Marko Delibašić - Što da radim
15. Bedri Islami - Me mundon
16. Grupa Zvijezde - Koji film sada vrtiš u glavi
17. Mladen Vojičić - Tuđe voće
18. Grupa Ank - Ank
19. Gazmend Pallaska - Sy te zin ( Crne oči )
20. Marijana i Rosana Sarić - Trajna, nina, na, na
21. Gojko Perić - Ona
22. Grupa Sunčeve pege - Dama i boem
23. Sefedin Bajramov - Kristina
24. Besnik Krajku - Roberto dashnor

## 1984.

### Večer zabavne muzike
1. Zafir Hadžimanov, Senka i Bisera Veletanlić - Pesma ljude voli ( Zafir Hadžimanov )
2. Marijan Smode - Ker nisva mladi
3. Grupa More - Kapuciner ( Slobodan M. Kovačević - Momčilo Popadić )
4. Milorad Nonin - Ostaješ mi ti
5. Lidija - Leti, leti srce moje
6. Grupa F - Škarje in platno
7. Jasna Gospić - Uvijek smo bili za ljubav
8. Opatijski suveniri - Eliza ( Andrej Baša )
9. Maja Odžaklijevska - Samo sećavanje ( Kire Kostov - Đoko Georgiev )
10. Dejan Petković - Ne gledaj me tako ( Dejan Petković )
11. Zdenka Vučković - Budi uvijek nježan ( Petko Kantardžiev - Ivica Krajač )
12. Grupa 777 - Dok si ti uz mene ( Domenika Vanić )
13. Bojan Bajramović - Jednom ko nijednom
14. Grupa Sunčeve pege - Meni dobar je
15. Qazim Menxhiqi - Džina
16. Izolda Barudžija - Srest ćemo se opet ( Aleksandar Sanja Ilić - Alka Vuica )
17. Seid Memić Vajta - Sjetim se Bosne ( Ranko Boban - Rusmir Agačević-Rus )
18. Slađana Milošević - Samsara, sve je u krugu
19. Grupa 12. nadstropje - Prišla je kot pomlad
20. Verica Ristevska - Valentino
21. Oliver Dragojević - Kamen ispod glave ( Zdenko Runjić - Jakša Fiamengo )
22. Radojka Šverko - Odlazi, čovječe ( Srećko Zubak - Vesna Lukatela )

### Večer mladih
1. Grupa Evropa -
2. Grupa Nova zemlja - Opet smo sami
3. Grupa Rex ilusivi - After and dance
4. Elvis Kurtović and his meteors - Supermen
5. Nuri Karaca i grupa BNP Beograd - Zvijezde ti ukrašavaju oči
6. Ana Kostovska i grupa Bastion - Mister kompleks
7. Olgica Komnenić i grupa BNP - Luda sam što te volim
8. Grupa 403 - Pare
9. Igor Kostelac - Jutros sam shvatio koliko te volim
10. Grupa Video sex - U sjeni egzotičnih trava
11. Grupa Trotakt projekt - Zaplešimo
12. Marinko Pavičević - Udarnik
13. Grupa Tokmu taka - Crveni
14. Nežana Stamenković i Zoran Radetić - Ljubi me
15. Grupa Kerber - Kao tvoj kerber
16. Eleonora Barudžija - Samo ti imaš ono sve
17. Negra Barjaktarević - U životu svom blesavom 

### Večer diskografskih produkcija
Za produkciju RTV Ljubljana:
1. Andrej Šifrer - a) Moj oče b) Laku noć lopovi i kurve c) Od šanka do šanka d) Ostani z nami e) Brat f) Oberkrajner g) Sve manj je dobrih gostiln
Za Diskoton:
1. Davorin Popović - Potpuri
2. Davorin Popović - Ti si
3. Kemal Monteno - Kupačica
4. Davorin Popović i Jasna Gospić - Brzi UB 40
5. Davorin Popović - Omesti treba manijake
Za RTB:
1. Đorđe Balašević - a) Prva ljubav b) Blues mutne vode c) Niko kao Bane d) Jesen stiže dunjo moja
Za Jugoton:
1. Oliver Dragojević - a) Ništa novo b) Karoca c) A vitar puše d) Moje prvo pijanstvo

## 1985.

### Večer mladih ( pop i rock grupe )
1. Film -
2. Dorian Gray -
3. Peđa i D'boy Band - a) Visibabe i ljubičice b) Avantura c) To si ti d) O, o Meri
4. Zasilni ishod - a) Danas želim biti sretan b) Julija c) 
5. Konkord - a) Ja sam lud b) Ima nešto u tebe c) Ništa nije kao nekad d) 
6. Džakarta -
7. Jet-Set - a) Vlakom na jug b) Sjećanja c) Kenguru
8. Videosex -
9. Kongres - a) Od kafane do kafane b) Rekla je c) Konformist d) Zarjavele trobente e) Zabava
10. Gjurmet -
11. Instruktori pozitivne geografije -
12. De gazelas - a) Pojdi z menoj b) Nikoli ne veš c) Sanjam te

### Prva večer zabavne muzike
1. Grupa Plamen - Vonj poletja
2. Vera Martinović - Sviloplet
3. Željko Zorić - Budi tu
4. Grupa Kaliopi - Leo
5. Iva Krajač - Trik
6. Irena i Zoran - Ti si sve što imam 
7. Grupa TNT - Laži mi još malo ( Drago Puljko )
8. Alma Ekmečić - Zamisli da se volimo
9. Ljiljana Vukičević - Život je kocka
10. Grupa 12. nadstropje - Zelene livade s teboj ( Martin Žvelc - Dušan Velkaverh )
11. Jasna Gospić - Ljubomore nema više
12. Bedri Islami - U noćima
13. Zdenka Vučković - Voljet ću te sto godina ( Mario Mihaljević )
14. Grupa Sunčeve pege - Kad si bio moj
15. Dejan Petković - Čarolija
16. Ditka Haberl - Nad mestom se dani ( Jože Privšek - Dušan Velkaverh )
17. Grupa Kamelija - Ljetna avantura ( Elvis Stanić )
18. Nina Spirova - Dal ke dojde edno pismo
19. Meri Cetinić - Pisma iz hotela ( Zdenko Runjić - Jakša Fiamengo )
20. Grupa Gu-Gu - Hula-hula

### Druga večer zabavne glazbe
1. Grupa Fleš - Povratak 
2. Raša i Jaca - Budi mi kao lek
3. Janko Uzunov i duo Avona - Momčeto od jug
4. Grupa De gazelas - Sprašujem te luna
5. Vera Oruqaj i Qazim Mengjiqi - Valentina, Valentina
6. Ksenija Erker - Neka liju hladne kiše ( Zoran Jašek )
7. Grupa Pop-Polifonija - Okreni se
8. Ismeta Krvavac - Luduj srce
9. Marijana i Rosana - Iluzija-fantazija
10. Grupa Jet-set - Ina
11. Zorica Kondža - Sjećanje ( Ivo Lesić - Zvonimir Stipičić )
12. Mito Zoranić - Opet zajedno
13. Grupa Čudežna polja - Popotnik 
14. Grua Aska - Vozi brže ( Aleksandar Sanja Ilić - Mladen Popović )
15. Duško Lokin - Marina ( Vlado Delač - Željko Pavičić )
16. Maja Odžaklijevska - Srebrne ulice ( Grigor Koprov - Romeo Gril )
17. Grupa Šeri - Iluzija
18. Gabi Novak - Nada ( Đorđe Novković - Arsen Dedić )
19. Seid Memić vajta - Labudovi moji ( Narcis Vučina )
20. Branka Kraner - Ljubezen
21. Grupa 777 - Dal' sjećaš se ( Andrej Baša - D. Šušnjar-Salatić )
JRT je ove godine poslala pjevačicu Snežanu Stamenković na belgijski festival Knokke Cup s pjesmom Jure Robežnika Nad mestom se dani, umjesto Ditke Haberl koja ju je pjevala na Opatiji i dobila prvu nagradu stručnog žirija. Zbog godina nije ju mogla pjevati Ditka, zato su poslali Snežanu .

## 1986.

### Rock večer ( pop i rock grupe)
1. Psihomodo pop ( Zagreb )
2. Željko Bebek i Grupa Armija B ( Sarajevo )
3. De gazelas ( Ljubljana )
4. Leonardo ( Titograd )
5. Tao ( Sarajevo )
6. Epitaf ( Ljubljana )
7. Denovo ( Italija )
8. Elzo emret ( Mađarska)
b) Diskografske produkcije rock grupe
1. Električni orgazam -
2. Crvena jabuka -
3. Mali zeleni -
4. Zvijezde

### Večer zabavne glazbe
1. Grupa Black in White - Človek ne jezi se
2. Miša Mrkić - Lori
3. Željko Zorić - Ljubav i šutnja
4. Simona Weiss - Ne prihajaj več nazaj ( Goran Šarac - Simona Weiss )
5. Edmond Islami - Do te me kesh ( Imat ćeš me )( Afrim Macula - Hivzi Krasniqi )
6. Jasna Gospić i Kemal Monteno  - Sanjalice cijelog svijeta
7. Grupa Kaliopi - Kokona ( Grigor Koprov - Romeo Gril )
8. Žarko Mamula - Ja te čuvam ( Nikica Kalođera - Žarko Mamula )
9. Zorica Kondža - Bar da znam ( Aleksandar Sanja Ilić - Mladen Popović )
10. Grupa Jet Set - Antibajka
11. Jadranka Stojaković - Miris oktobra ( Darko Matić )
12. Dejan Petković - Valentino ( Dejan Petković )
13. Grupa 777 - Pronađi me u zvijezdama ( Gordan Stanković - Davor Mucić )
14. Grupa Roulette - Kišni dan ( Predrag Šuleski - D. Miklenić )
15. Nenad Bajić - San
16. Marga Veskovska - Lažem pak
17. Qazim Mengjiqi - Odsjaj buđenja
18. Mira i Marko - Reci mi ( Marko Delibašić )
19. Jolly Jocker - Calindy
20. Grupa Intervali - Ne sum jas princ
21. Božidar Wolfand - Ne laži mi ( Božidar Wolfand - Dušan Velkaverh ) 
22. Grupa Kamelija - Isti broj nazovi ( Elvis Stanić ) 
23. Seid Memić Vajta - Sretne ljubavi ne postoje
24. Grupa Makadam - Jutro ( Mirsad Serhatlić - Milan Perić )
25. Branka Kraner - Ti si moja šansa
26. Grupa Hladna braća - Oslobodi me ( Vojkan Borisavljević - Filip Beli )
Natjecanje pjevačkih ekipa JRT centara za nastup na belgijskom festivalu Knokke Cupu kao ekipe. Svaki centar predstavljaju tri člana ( pjevača, pjevačice) i predstavljaju se samostalno, kao duo i kao ekipa .
Za RTV Beograd :
1. Zoran Radetić
2. Nera 
3. Silva Delovska
Za RTV Priština :
1. Valentina Saraqini
2. Milica Milisavljević
3. Nuri
Za RTV Ljubljana :
1. Nada Žgur
2. Slavko Ivanušič
3. Branka Kraner
Za RTV Sarajevo :
1. Ismeta Krvavac
2. Kemal Monteno
3. Jasna Gospić
Za RTV Skoplje :
1. Kaliopi Buklevska
2. Aleksandar Najdovski
3. Ana Kostovska
Jugoslaviju na Knokke cupu predstavljala je ekipa RTV Ljubljana, zato što je proglašena najboljom .

## 1993.

### Revijalna večer festivala
1. Verner Brozović - Marinela
2. Duško Mucalo - Mi smo širili europsko jedinstvo
3. Ivanka Luetić - Nek se svira pjesma ljubavi
4. Mirko Cetinski - Adio, mama Maria
5. Mladen Grdović - Bacit ću mandolinu
6. Mladen Kvesić - Crne kose, crne puti
7. Ivana Banfić - Ne pitaj za mene
8. Željko Sesvečan - I tri dana i tri bolne noći
9. Džoni Gitara - Moja se draga napila
10. Miljenko Radišić - Tati pomorcu
11. Jadran Dogan - Ne odlazi
12. Sandi Cenov - Ljubav za sve
13. Anamarija Đumbrek - 16 godina
14. Tedi Spalato - Poželi me
15. Đuka Čaić - Jedina
16. Vedran Ivčić - Suze moje majke
17. Nenad Vetma - Rascvitala trišnja stara
18. Grupa 777 - Zašto nestaje sve
19. Valentina Martinčević - Volim te još
20. Vladimir Kočiš - Zec - Poludjet ću

### Takmičarska večer festivala
1. Vinko Coce - Mirno spavaj ružo moja ( 3. nagrada )
2. Ivo Amulić - Što ću s njom (  1. nagrada )
3. Marinela Malić - Za niš na svitu
4. Zdravko Škender - Bog me kaznio
5. Grupa Dr. Doktor - Ne želim
6. Sanja Trumbić - Još me bude misli lude
7. Boris Krajner - Martini lady
8. Neno Belan i Toni Cetinski - Ne pitaj za nju
9. Milo Hrnić - Budi sretna mjesto mene
10. Grupa Daleka obala - Ovo nije moje vrijeme 
11. Marina Tomašević - Adio, ljubavi
12. Trio Rio - Pozdravi je ptico moja
13. Đani Maršan - Adio, ljubavi moja
14. Davor Tolja i grupa Putokazi - Sanjaj me
15. Ivo Pattiera - Nikad kasno nije
16. Daniel Popović - Ako osjetiš more u proljeće
17. Faust Vrančić - Snovi i tajne
18. Zorica Kondža - Gdje je sunca sjaj ( 2. nagrada )
19. Miro Ungar - Kad je rock'n' roll bio mlad

## Vanjske poveznice
- Službene stranice